# Missan Oil Company
Missan Oil Company é uma companhia petrolífera estatal, sediada em Amarah, Iraque.

## História
A companhia foi estabelecida em 2008, empresa deriva da South Oil.